# 남원 선원사 약사전
남원 선원사 약사전(南原 禪院寺 藥師殿)은 대한민국 전북특별자치도 남원시, 선원사에 있는 건축물이다. 1986년 9월 8일 전라북도의 유형문화재 제119호로 지정되었다.

## 개요
선원사는 남원시에 있는 절로 평지에 있으며 통일신라시대에 도선이 남쪽 산천을 둘러본 후 헌강왕 1년(875)에 이곳에 지었다. 선조 30년(1597) 정유재란 때 만복사와 함께 불타버린 것을 영조 30년(1754)에 다시 짓고 철불을 약사전에 모셨다. 처음 지어졌을 당시에는 규모가 대단히 컸다고 한다. 선원사는 남원시의 번영과 깊은 관계가 있다고 믿어왔으므로 시내에 거주한 지방인사들이 후원하고 보호해 왔다. 선원사 약사전은 약사불을 모시는 곳으로, 지붕 옆면이 사람 인(人)자 모양인 맞배지붕집이다. 지붕의 가장 윗부분인 용마루와 처마의 선이 직선에 가까워서 무거운 느낌을 주는데, 이것은 평지에 있는 다른 절과 같은 성질을 유지하려 한 것으로 보인다. 내부는 우물천장에 우물마루이며, 철제여래좌상을 모시고 있다.

## 같이 보기
- 선원사
- 남원 선원사 철조여래좌상 - 대한민국 보물 제422호

## 참고 자료
- 선원사약사전 - 국가유산청 국가유산포털